# La Mode

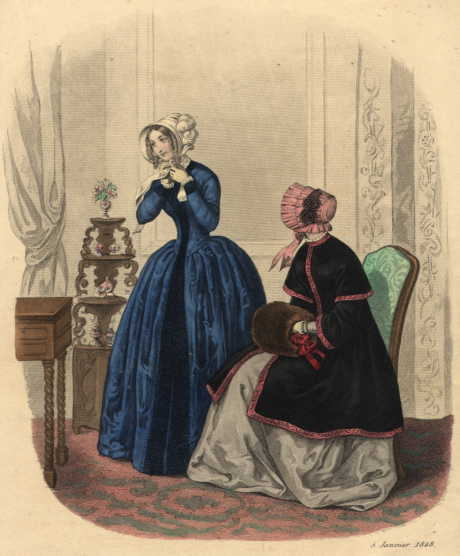
Fashion Plate La Mode 1848

La Mode var en fransk litteratur- och modetidskrift som utgavs 1829-1854.
Den ägdes av tidningsmogulen Emile de Girardin, som också ägde nyhetstidningen La Presse. Den var en av de pionjärmodetidningar som på 1820-talet krossade det monopol som tidigare hade innehafts av Journal des dames et des modes och utkonkurrerade denna, och den kom tillsammans med sin rival Le Follet att bli en av de mest framgångsrika franska modetidningarna under 1800-talets första hälft, när modetidningsbranschen i Frankrike exploderade av nya titlar. De allra flesta av dess konkurrenter, med undantag av Le Follet, uppnådde endast några års framgång innan de ersattes av nya lika kortvariga, men La Mode åtnjöt längre popularitet. 
Den riktade sig till kretsen "vid Saint Germain" i Paris, det vill säga ett adligt klientel, och var länge populär bland detta skikt. Den beskrivs som exklusiv av hög kvalitet. Dess illustrationer gjordes av bland andra Paul Gavarni, berömda författare som Victor Hugo, George Sand och Alexandre Dumas bidrog med noveller, och Balzac skrev omtalade krönikor i tidningen. La Mode var populär och hade år 1830 2.600 prenumeranter, vilket var mycket. 
Trots sin popularitet bland det klientel det riktade sig till var tidningen dock aldrig riktigt ekonomiskt lönsam, och den avvecklades sedan dess adliga prenumeranter bojkottat att tidningen börjat följa innovationen att införa reklamannonser för enskilda skräddare och sömmerskor.

## Bilder

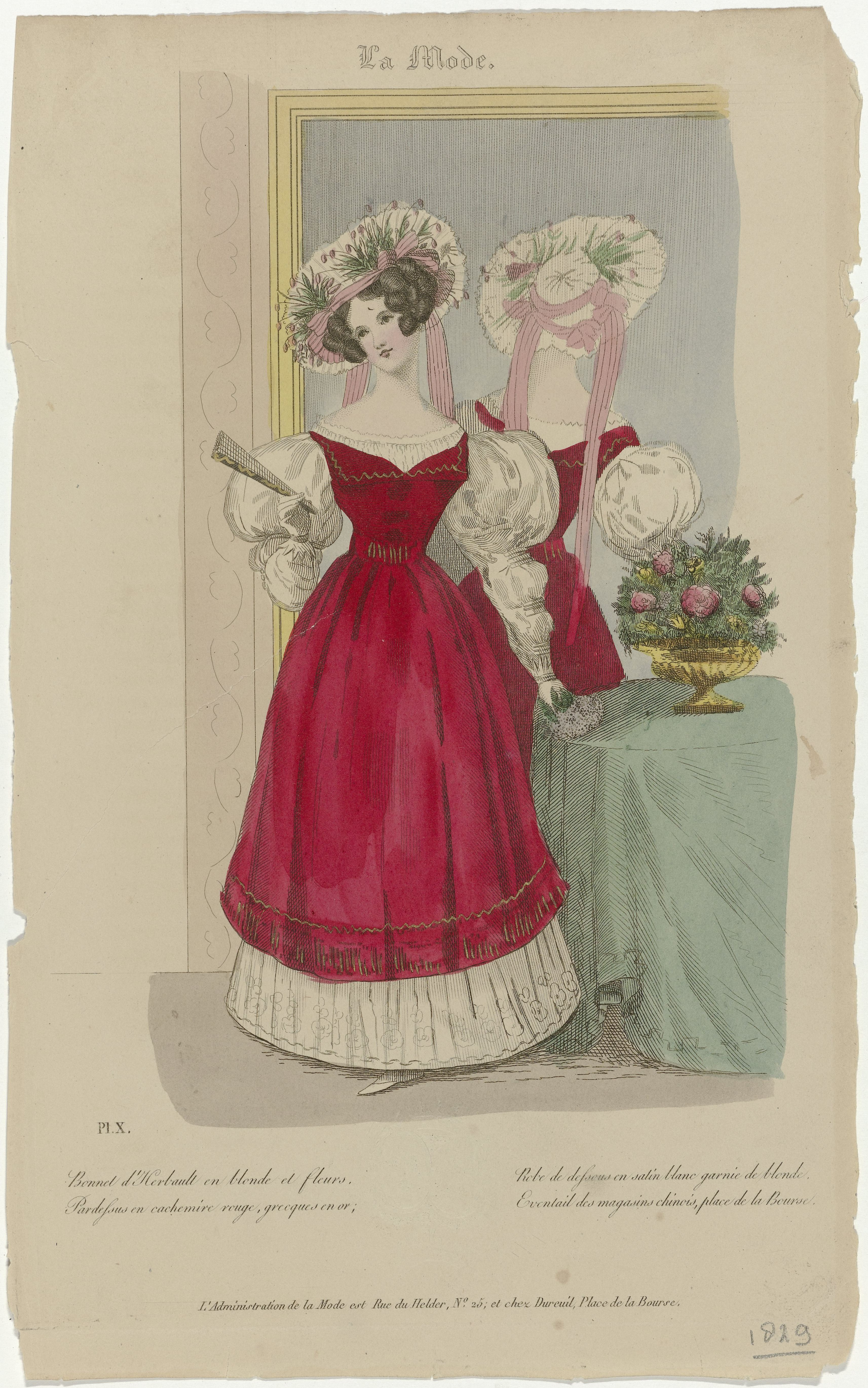
La Mode, 1829, Pl. 10
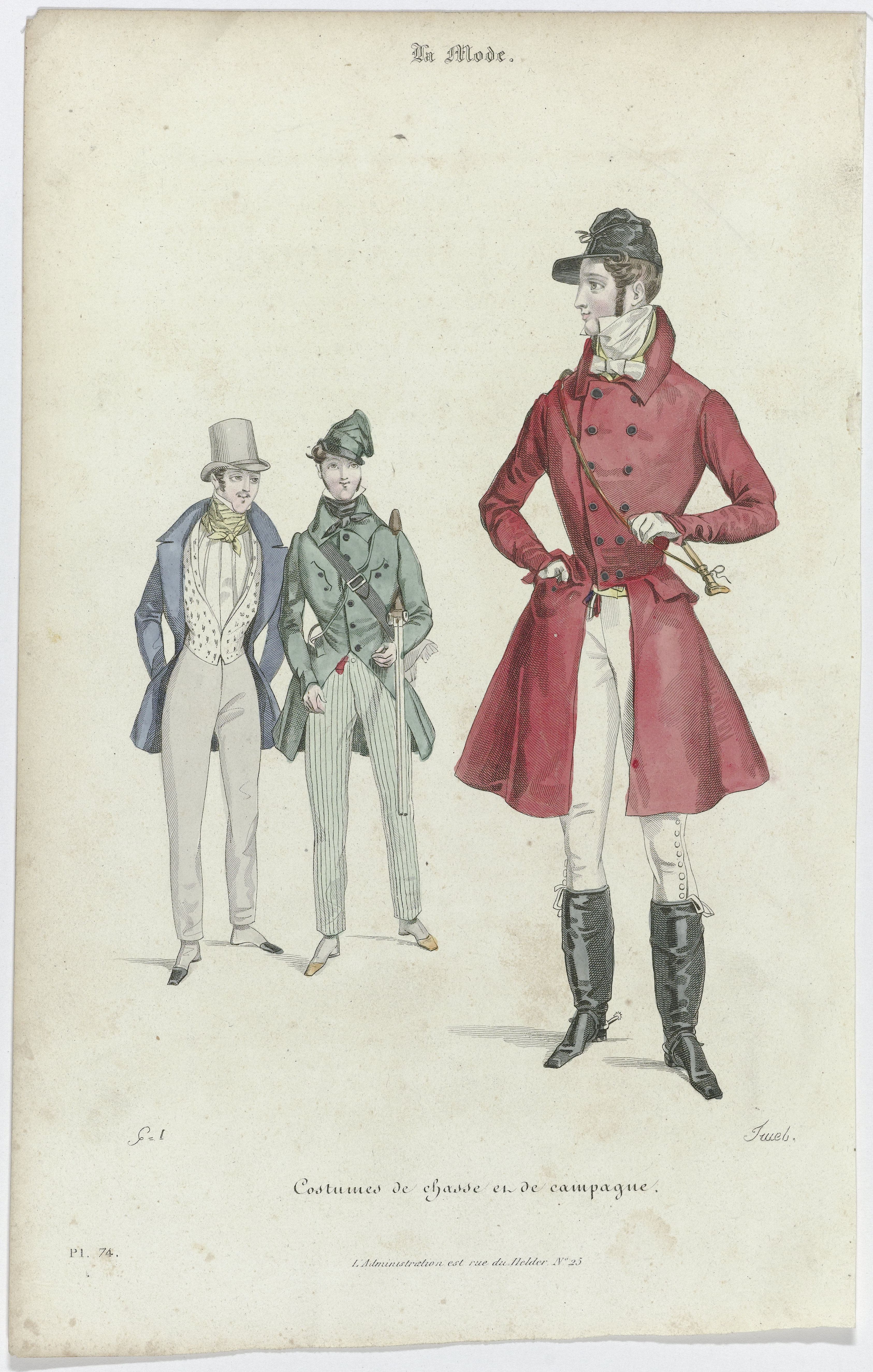
La Mode, 1830, Pl. 74
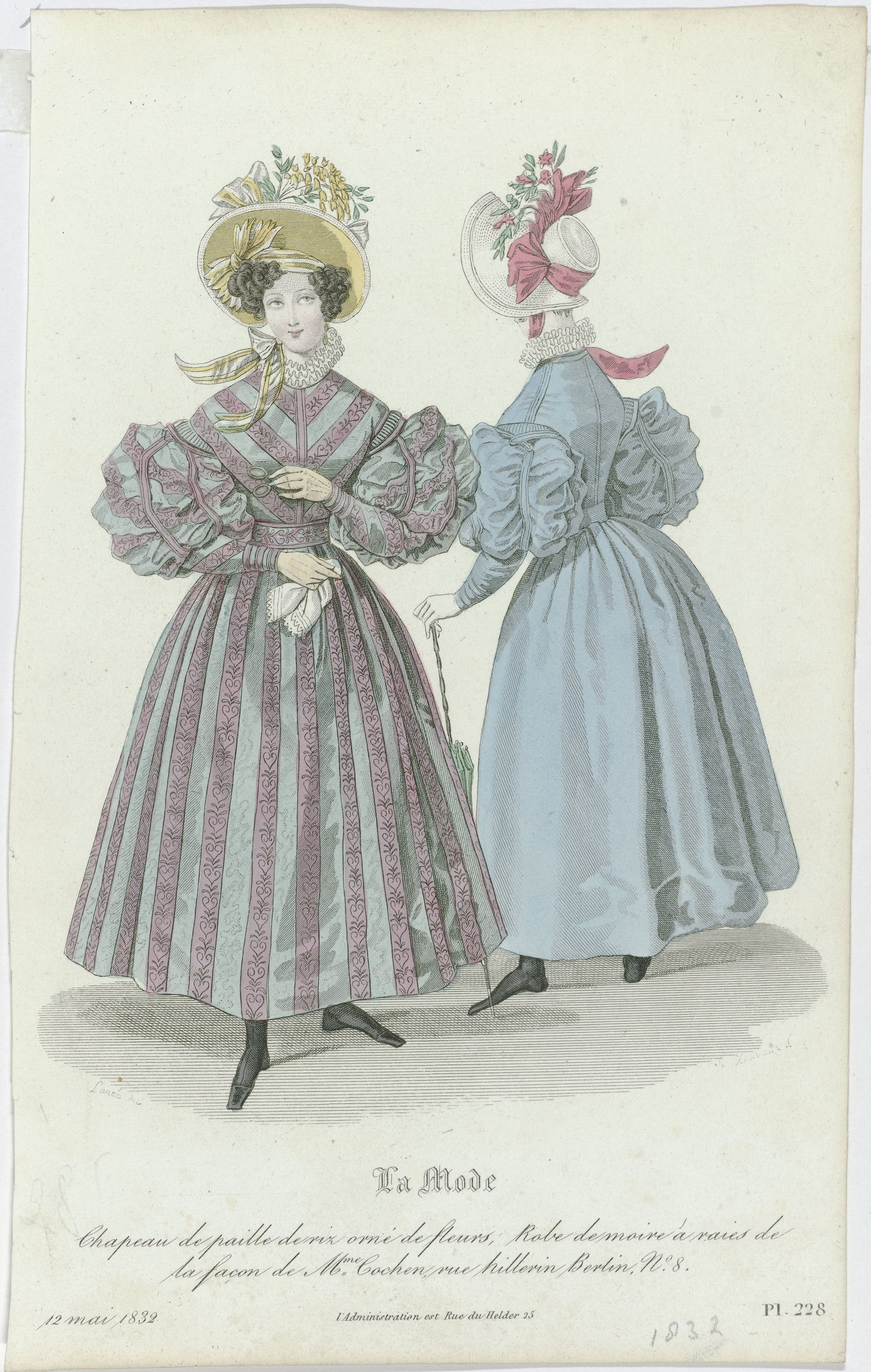
La Mode, 1832, Pl. 228
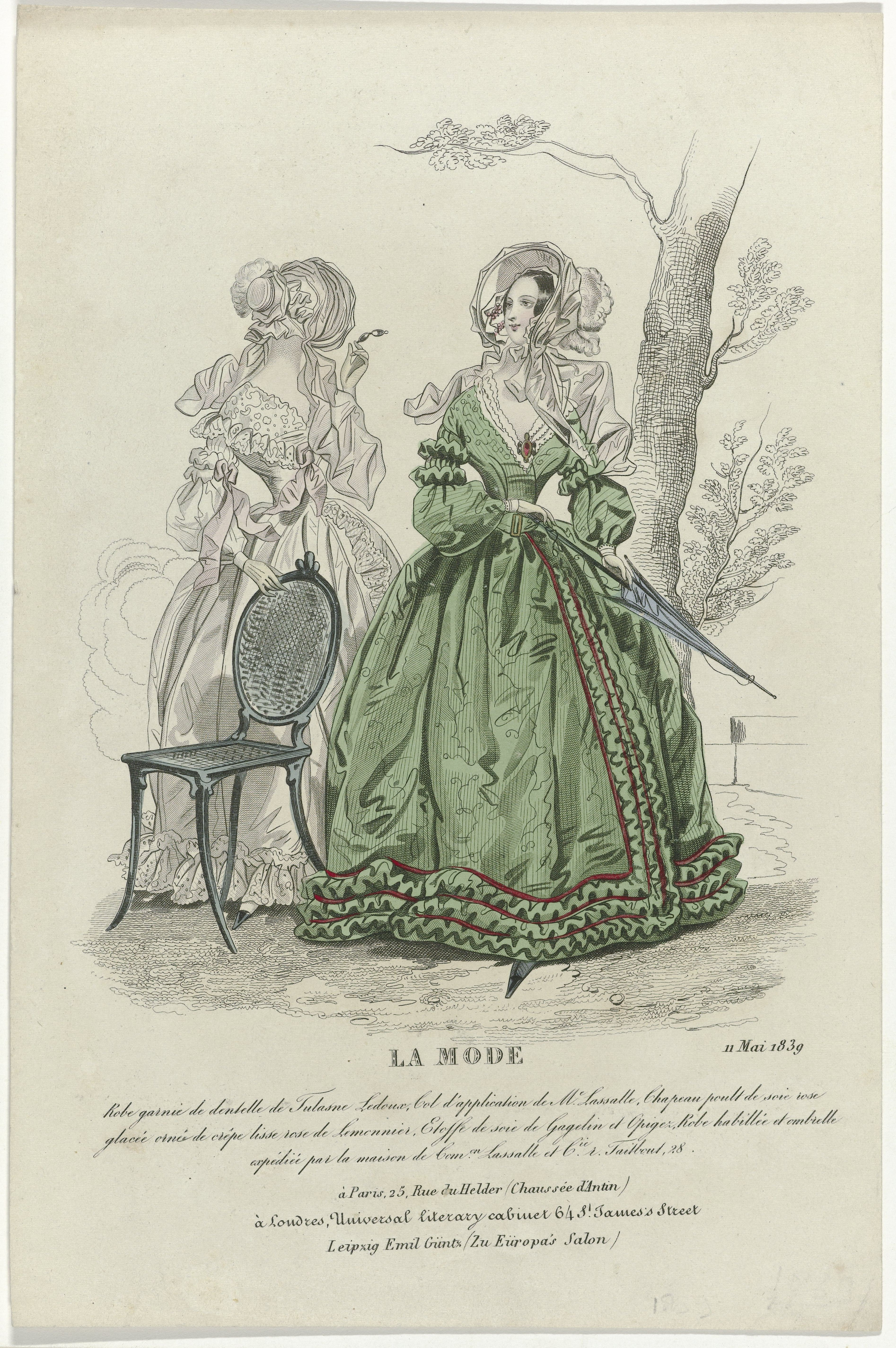
La Mode, 11 mai 1839
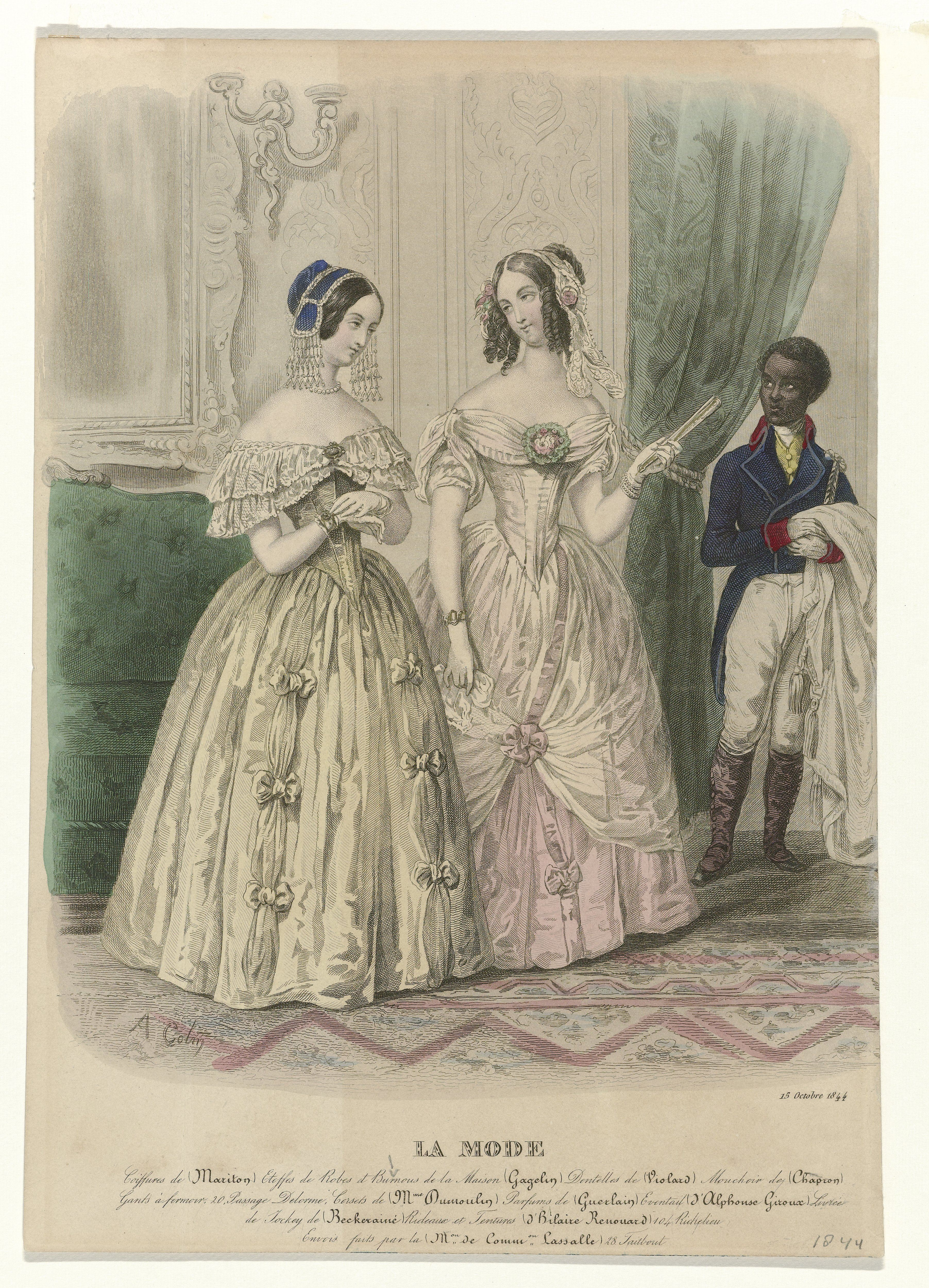
La Mode, 15 octobre 1844
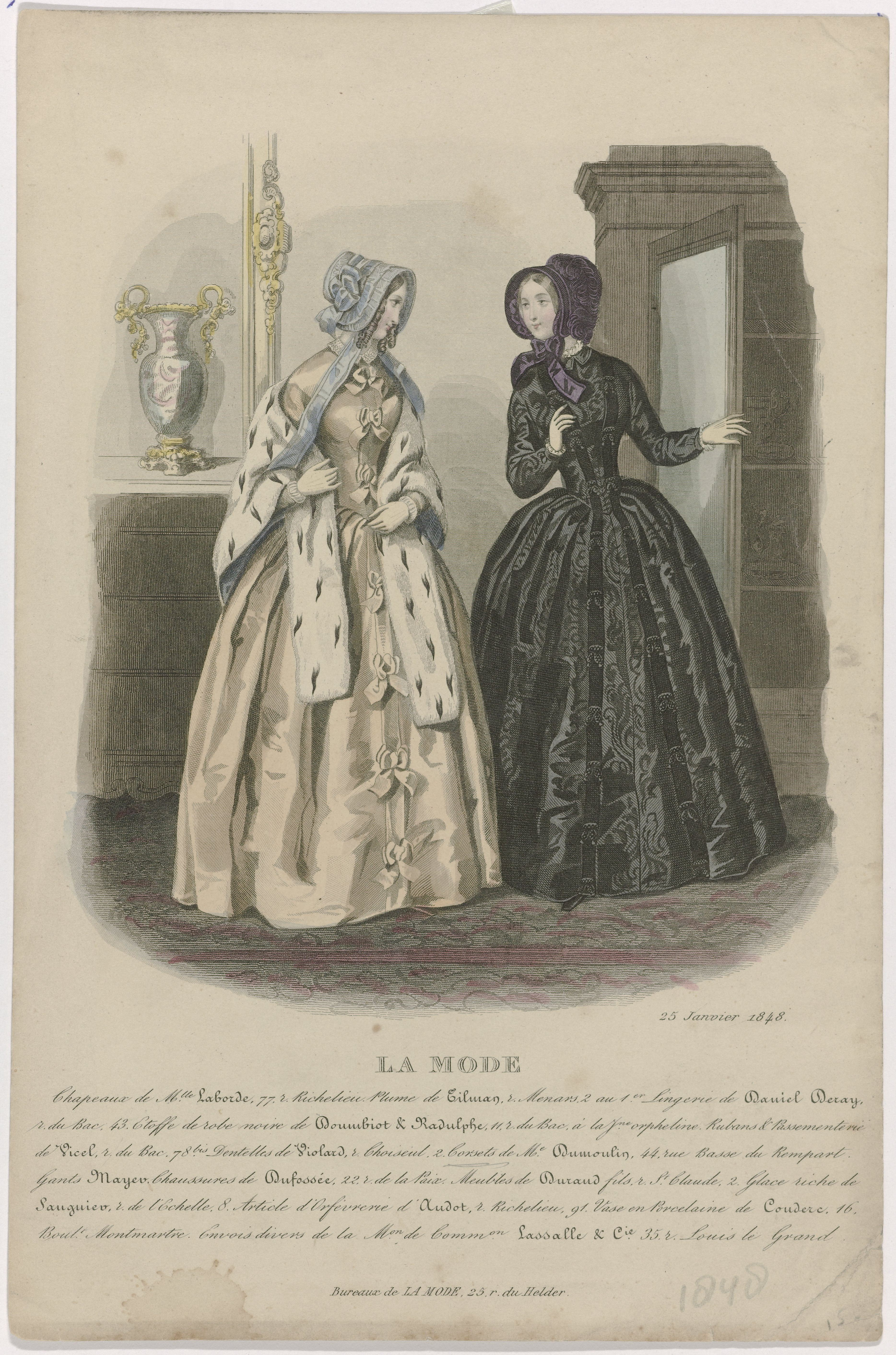
La Mode, 25 janvier 1848
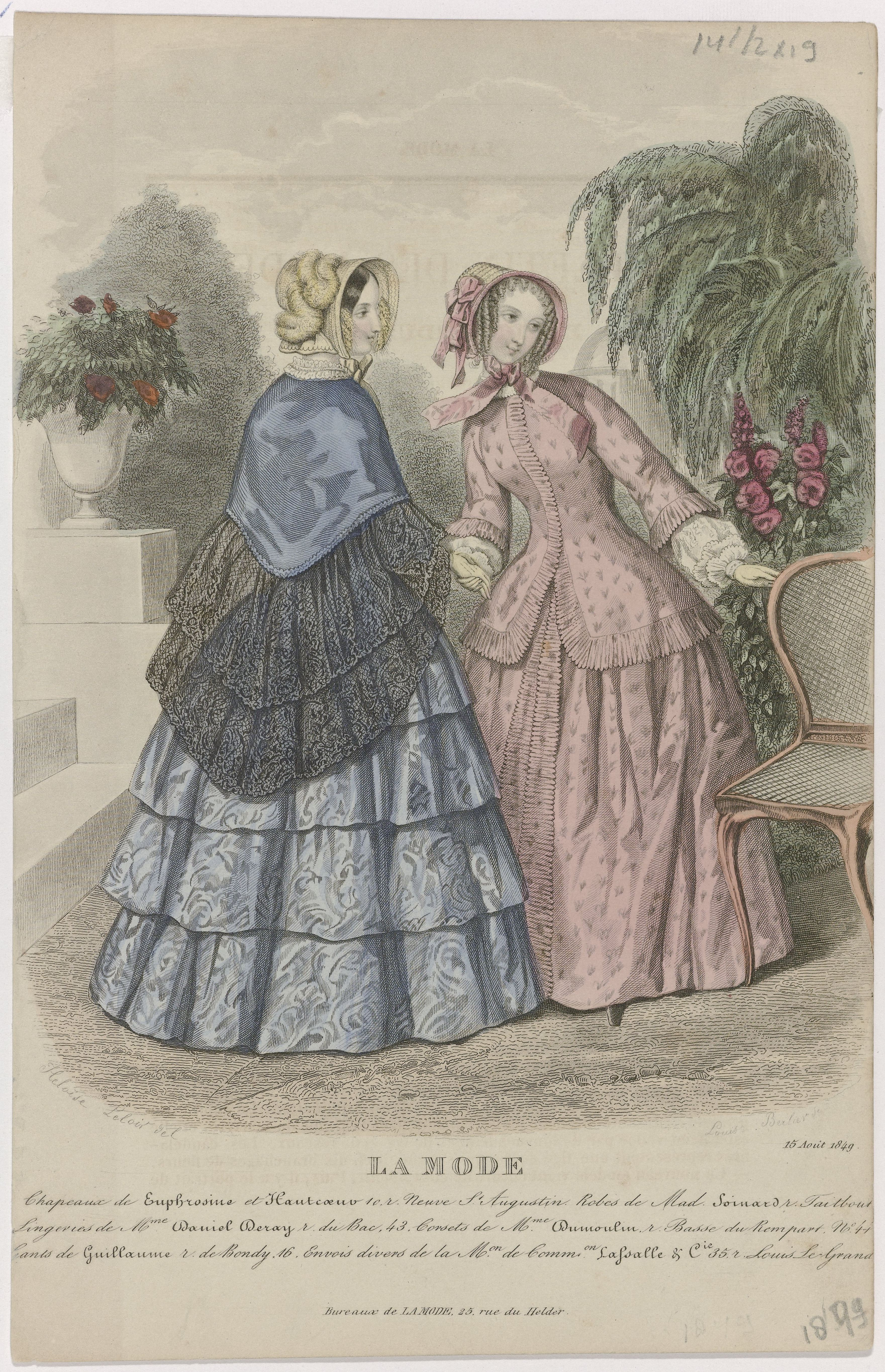
1849